# Delpin
Delpin je priimek v Sloveniji, ki ga je po podatkih Statističnega urada Republike Slovenije na dan 1. januarja 2010 uporabljalo 16 oseb in je med vsemi priimki po pogostosti uporabe uvrščen na 14.661. mesto.

## Znani nosilci priimka
- Ivan Delpin (1905 - 1993), župnik v Pliskovici na Krasu in pesnik
- Rastislav Delpin - Zmago (1920 - 1956), partizan, narodni heroj
- Vanko Delpin, pevec